# Stazione di Ludwigshafen am Rhein Centrale

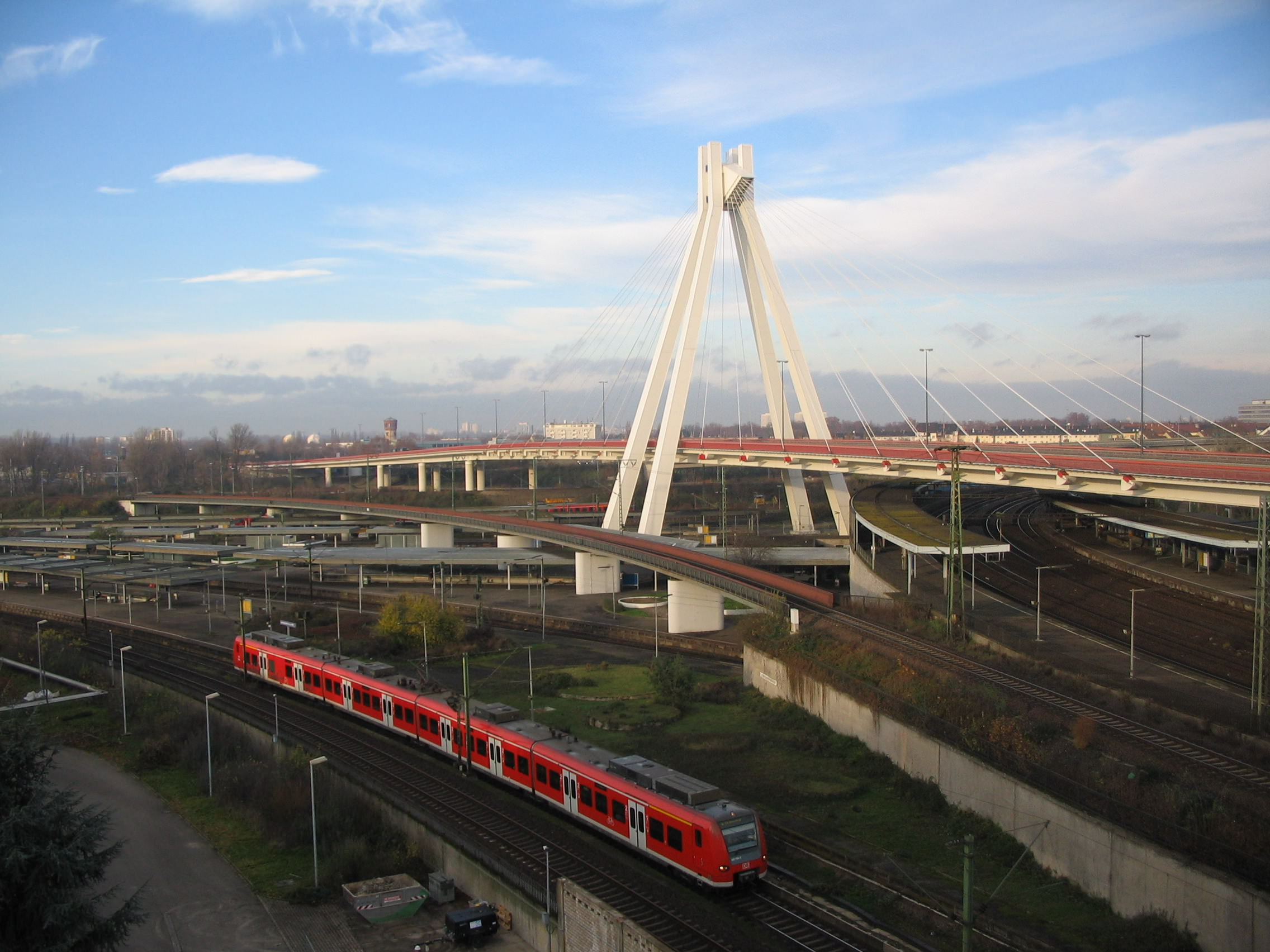
Il piazzale binari

La stazione di Ludwigshafen am Rhein Centrale (in tedesco Ludwigshafen (Rhein) Hbf) è la principale stazione ferroviaria della città tedesca di Ludwigshafen am Rhein. Essa è posta lungo la linea Mannheim-Saarbrücken ed è punto d'origine della linea per Magonza e del tronco ferroviario diretto agli stabilimenti BASF.

## Storia
La stazione venne attivata nel giugno 1969 in sostituzione della vecchia stazione di testa posta sulla riva del Reno.

## Movimento

### Trasporto regionale e S-Bahn
La stazione è servita dalle linee RegioExpress RE1, RE4 e RE14, dalle linee regionali R44, R46 e R56, e dalle linee S1, S2, S3 e S4 della S-Bahn Reno-Neckar.

## Servizi
Nella stazione sono presenti i seguenti servizi:
- Biglietteria
- Servizi igienici
- Posto di polizia

## Interscambi
- Fermata tram (Ludwigshafen Hauptbahnhof, linee 4, 4A, 9 express e 10)[5]
- Fermata autobus[5]
- Stazione taxi[4]

### Esplicative
1. ↑  Abbreviazione di Ludwigshafen am Rhein Hauptbahnhof, letteralmente "Ludwigshafen am Rhein stazione principale".

### Bibliografiche
1. ↑  (DE) Hans Schweers, Henning Wall e Thomas Würdig (a cura di), Eisenbahnatlas Deutschland, Colonia, Schweers und Wall, 2009,  pp. 158-159, ISBN 978-3-89494-139-0.
2. ↑  Schack (2004), p. 67.
3. ↑  (DE) Schematische Pläne (selezionare "VRN Schienennetzplan" dal menù a tendina), su vrn.de.
4. 1 2  (DE) Ludwigshafen (Rhein) Hbf, su bahnhof.de.
5. 1 2  (DE) Schematische Pläne (selezionare "Mannheim–Ludwigshafen" dal menù a tendina), su vrn.de.